# Vuelo 1383 de Ural Airlines
El vuelo 1383 de Ural Airlines era un vuelo programado desde Sochi/Adler a Omsk en Rusia. El 12 de septiembre de 2023, el Airbus A320-214 que operaba el vuelo y que transportaba 159 pasajeros y 6 tripulantes realizó un aterrizaje de emergencia en un campo. Todos los que estaban a bordo sobrevivieron y no se reportaron heridos.

## Incidente

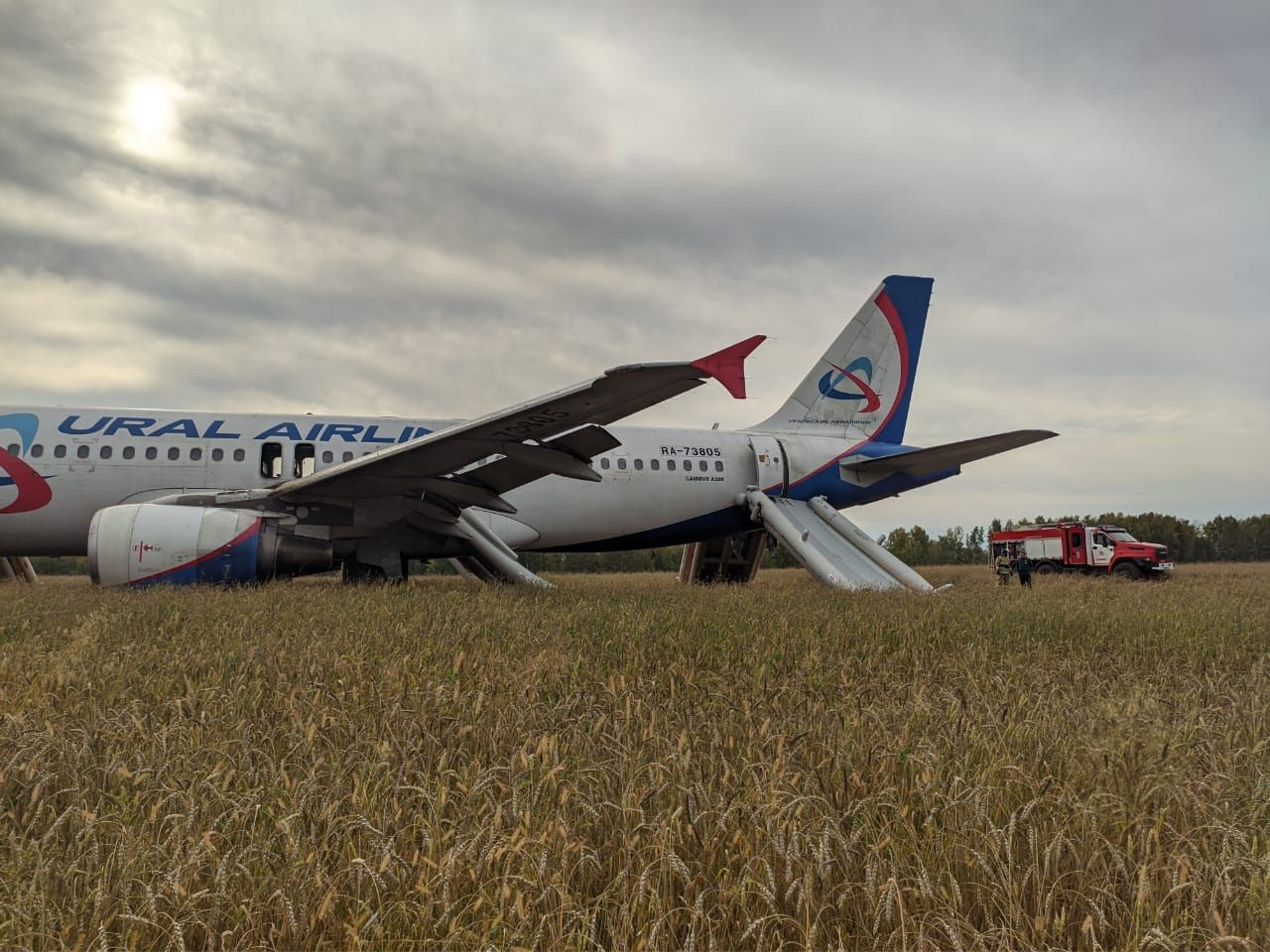
El avión tras el aterrizaje de emergencia en un campo de trigo

Durante su aproximación final a Omsk, la tripulación inició una maniobra de aproximación frustrada e informó de un fallo hidráulico que afectaba a los frenos. Se desviaron a Novosibirsk, que tiene pistas más largas (3.600 metros [11.800 pies] en comparación con 2.500 metros [8.200 pies]). La distancia entre los dos aeropuertos es de unos 600 km (370 mi). Sin embargo, la puerta del tren de aterrizaje permaneció abierta debido a la falla hidráulica, lo que provocó un mayor consumo de combustible exacerbado por los fuertes vientos en contra. Posiblemente incapaces de llegar a Novosibirsk, la tripulación seleccionó un campo abierto para un aterrizaje de emergencia. El avión aterrizó cerca del pueblo de Kamenka, a unos 180 km (110 mi) de Novosibirsk.
Se ha sugerido que el incidente se produjo como resultado de las dificultades que tenían las aerolíneas rusas para abastecer sus aviones con piezas de repuesto debido a las sanciones internacionales impuestas a Rusia como resultado de la invasión rusa de Ucrania. Sin embargo, Ural Airlines negó haber utilizado piezas de repuesto no certificadas.

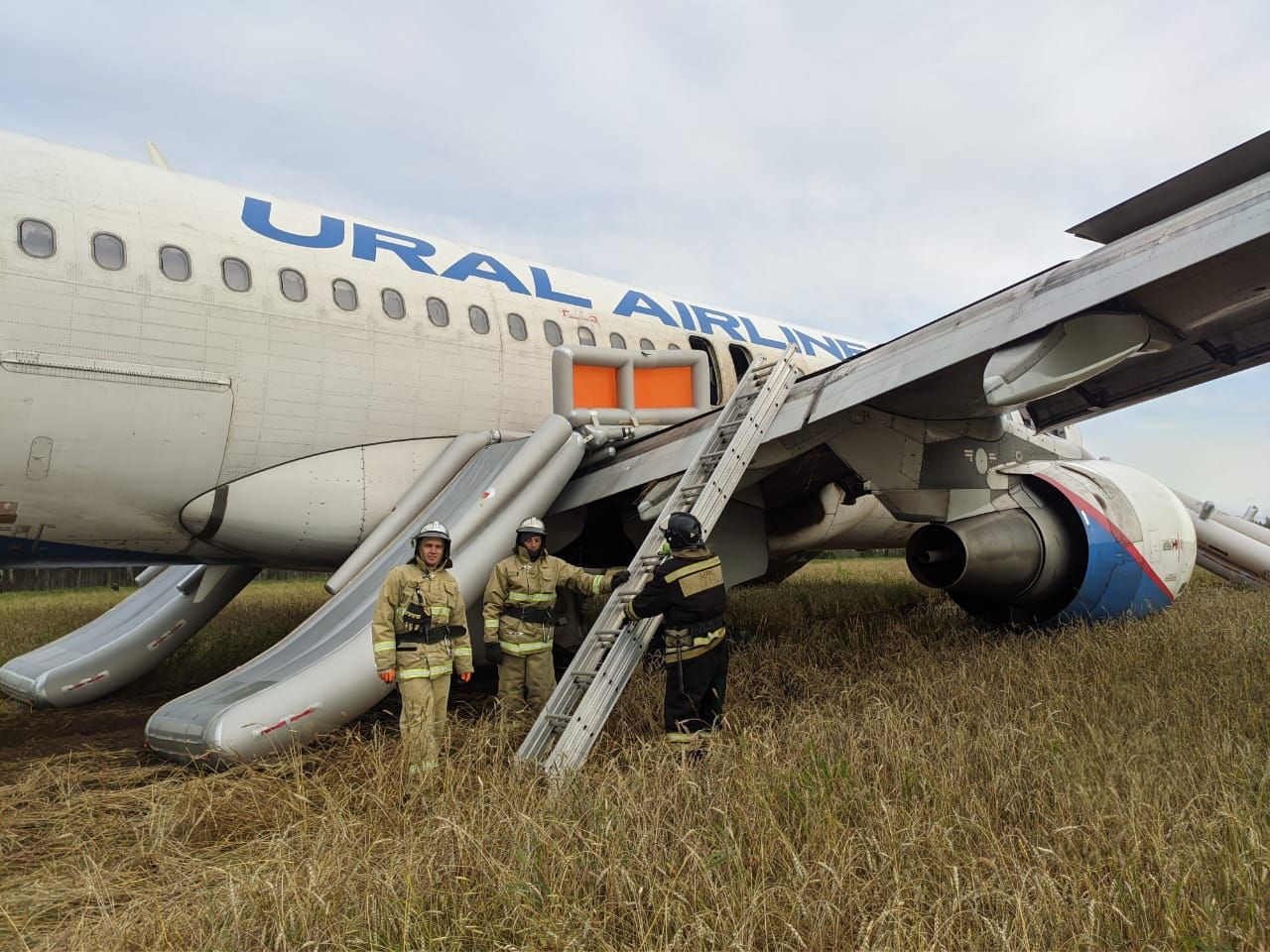
El avión en un campo después del aterrizaje de emergencia

Ural Airlines afirmó que el avión sufrió daños menores pero que "probablemente podrá volar en el futuro" después de las reparaciones en los puntos de sujeción del tren de aterrizaje en particular. Los motores ingirieron "una pequeña cantidad de tierra" y será necesario reemplazar algunas aspas del ventilador.

## Aeronave
El avión en cuestión era un Airbus A320-214, matriculado RA-73805 con número de serie 2166. Estaba equipado con dos motores turbofán CFM International CFM56-5B4/P.

## Investigación
La Agencia Federal de Transporte Aéreo ha abierto una investigación sobre el incidente,mientras que el Comité de Investigación de Rusia ha abierto una investigación criminal separada en virtud del artículo 263 del Código Penal de Rusia ( violación de las normas de seguridad del tráfico y operación del transporte aéreo ).Ambos pilotos fueron suspendidos de volar hasta que finalice la investigación.

## Destino de la aeronave
Poco después del incidente, la dirección de Ural Airlines anunció su intención de que el avión despegara del campo por sus propios medios después de una inspección exhaustiva, pero informes posteriores en los medios rusos sugirieron que el avión iba a ser desmantelado y utilizado para obtener piezas.
En diciembre de 2023, Sergei Skuratov, director de Ural Airlines, declaró que, a diferencia de los planes anteriores, el avión no volvería a despegarse del aeropuerto, afirmando que esta medida no tendría "sentido económico".
Las discusiones luego se trasladaron a la posibilidad de desmantelar el avión y transportar sus partes al aeropuerto de Novosibirsk donde podría ser reensamblado, pero el 12 de enero, la aerolínea decidió desmantelar la aeronave.El avión continúa descansando en el lugar, rodeado por una valla de hierro corrugado y vigilado por una empresa de seguridad privada. Según el periódico ruso Komsomólskaya Pravda, Ural Airlines ha pagado alrededor de un millón de rublos ( aproximadamente US$11.315) por el uso del campo hasta septiembre de 2024.

## Reacciones
Antes de una reunión del Foro Económico Oriental, el presidente ruso Vladímir Putin elogió a la tripulación de vuelo por sus acciones.